# Psyche norvegica
Psyche norvegica är en fjärilsart som beskrevs av Wilhelm M. Schöyen. Psyche norvegica ingår i släktet Psyche och familjen säckspinnare. Inga underarter finns listade.